# WrestleMania 23
WrestleMania 23 was een professioneel worstel-pay-per-viewevenement dat georganiseerd werd door de World Wrestling Entertainment. Dit evenement was de 23e editie van WrestleMania en vond plaats in de Ford Field in Detroit op 1 april 2007.

## Matchen
| Nr.                                                                          | Match | Winnaar(s)          |
| ---------------------------------------------------------------------------- | --- | ------------------- |
| 1                                                                            | King Booker (met Sharmell) vs. CM Punk vs. Mr. Kenndy vs. Edge vs. Matt Hardy vs. Jeff Hardy vs. Randy Orton vs. Finlay in een Money in the Bank ladder match                                     | Mr. Kennedy         |
| 2                                                                            | Kane vs. The Great Khali in een een-op-eenmatch | The Great Khali     |
| 3                                                                            | Chris Benoit (c) vs. Montel Vontavious Porter in een een-op-eenmatch voor het WWE United States Championship                                                                                      | Chris "Benoit" (c)  |
| 4                                                                            | Batista (c) vs. The Undertaker in een een-op-eenmatch voor het World Heavyweight Championship | The Undertaker (nc) |
| 5                                                                            | The New Breed (Elijah Burke, Marcus Cor Von, Matt Striker & Kevin Thorn) (met Shelly Martinez) vs. The ECW Originals (Rob Van Dam, Tommy Dreamer, Sabu & The Sandman) in een 8-man tag team match | The ECW Originals   |
| 6                                                                            | Umaga (met Vince McMahon & Armando Alejandro Estrada) vs. Bobby Lashley (met Donald Trump) in een Hair vs. Hair match met Stone Cold Steve Austin als special guest referee                       | Bobby Lashley       |
| 7                                                                            | Melina (c) vs. Ashley in een lumberjill match voor het WWE Women's Championship | Melina (c)          |
| 8                                                                            | John Cena (c) vs. Shawn Michaels in een een-op-eenmatch voor het WWE Championship | John Cena (c)       |
| (c) huidige kampioen voor en na de match \| (nc) nieuwe kampioen na de match | |                     |